# Olej ha-Gardom

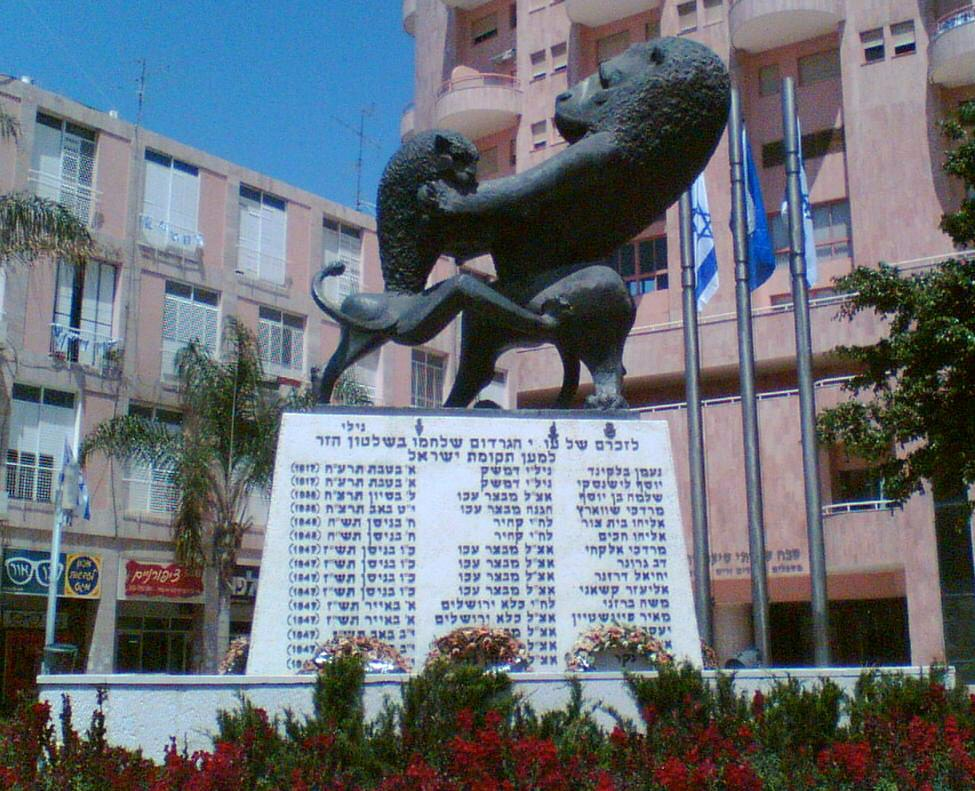
Pomnik ku pamięci Olej ha-Gardom w Ramat Ganie

Olej ha-Gardom (hebr. עולי הגרדום, tłumaczenie dosłowne: wzniesieni szubienicą/wzniesieni poprzez szubienicę) – określenie dotyczące 12 bojowników żydowskich, członków podziemnych rewizjonistycznych organizacji paramilitarnych, którzy zostali skazani na śmierć poprzez powieszenie przez władze brytyjskiego Mandatu Palestyny. Było wśród nich dziewięciu bojowników Irgunu oraz trzech członków Lechi. Odwołanie w nazwie do szubienic jest związane z karą śmierci, wymierzaną sprawcy za dokonane zabójstwo, która była wykonywana w Mandacie Palestyny przez powieszenie.

## Tło historyczne
Mandat Palestyny, na mocy postanowienia Ligi Narodów z 1922 roku, znajdował się pod zarządem brytyjskim do 1948 roku. Powstał z części ziem Imperium Osmańskiego: Palestyny i Transjordanii. Zmienna polityka brytyjska realizowana w ramach przyznanego mandatu, tak wobec Żydów, jak i Arabów, przyczyniła się do skonfliktowania tych społeczności. Na arenie międzynarodowej Brytyjczycy popierali syjonistów, w samej Palestynie przychylni byli jednak Arabom. Napięte stosunki w połączeniu ze zwiększającą się liczbą żydowskich imigrantów doprowadziły do wybuchu arabskiego powstania w 1936 roku.
Wybuch powstania sprawił, że rewizjoniści oraz Irgun postanowili stawić opór arabskim atakom. Sprzeciwili się polityce powstrzymywania (hawlagi), przy której pozostawały Hagana i Jiszuw. Uznano, że jedynie aktywność, a nie bierne czekanie, może ochronić Żydów. Od 1937 roku celem stały się także siły brytyjskie. Walki z władzami mandatowymi zaprzestano w momencie wybuchu II wojny światowej. Ruch ten nie został zaakceptowany przez Awrahama Sterna, który postanowił odłączyć się od Irgunu, tworząc Lechi, która kontynuowała przeprowadzanie zamachów na Arabów i Brytyjczyków. W 1944 roku, już pod przewodnictwem Menachema Begina, Irgun ogłosił rewoltę i wystąpił ponownie przeciw władzom brytyjskim w celu zmuszenia ich do opuszczenia Palestyny.

## Lista Olej ha-Gardom
Lista dwunastu bojowników:

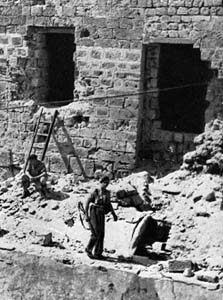
Więzienie w Akce po ataku

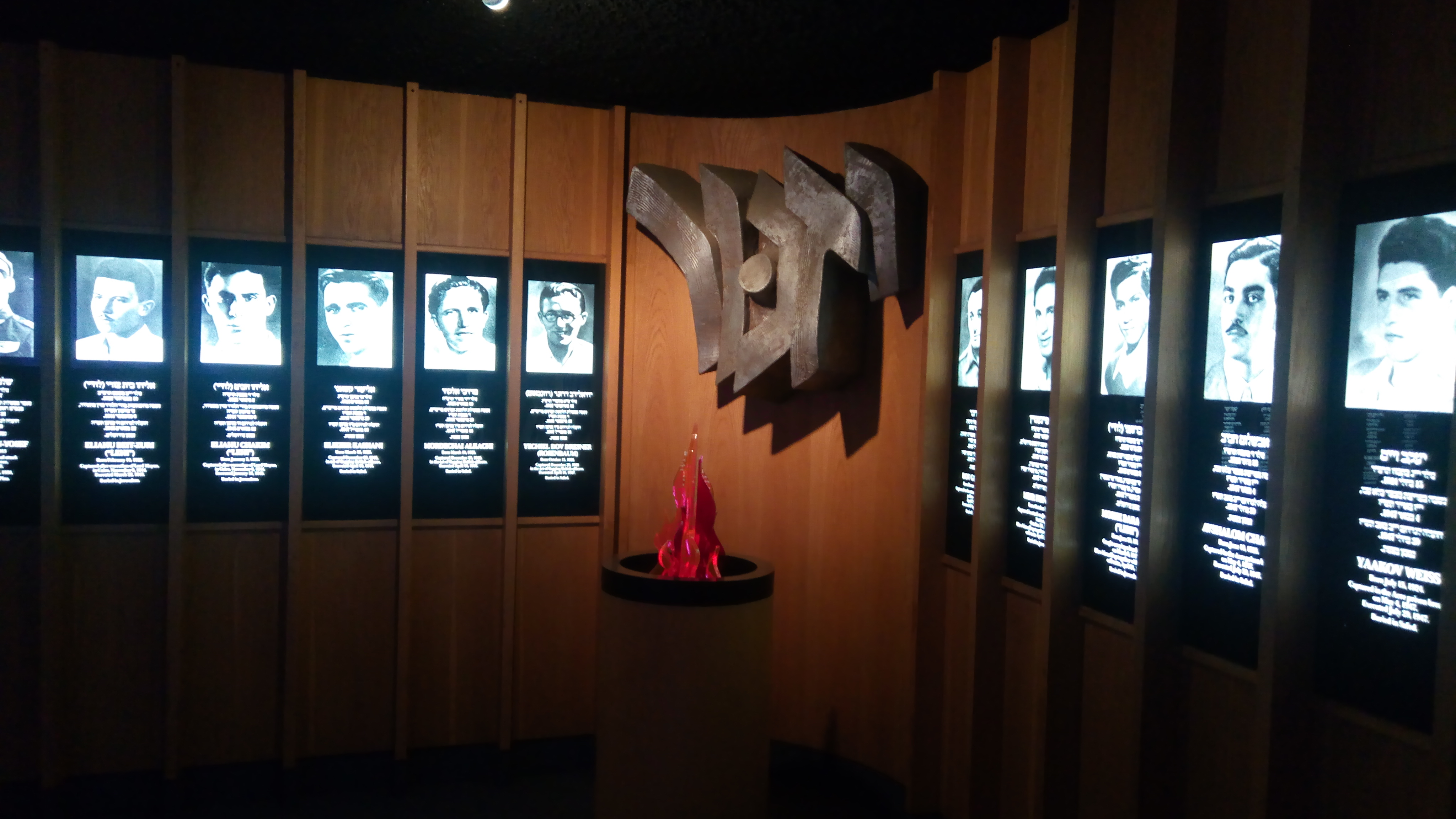
Olej ha-Gardom w Muzeum Ecel w Tel Awiwie

- Szlomo Ben Josef – członek Bejtaru i Irgunu. Aresztowany i skazany za atak na autobus arabski koło Rosz Pina. Powieszony 29 czerwca 1938 roku.
- Mordechaj Alkachi – członek Irgunu. Złapany w trakcie powrotu z jednej z akcji. Powieszony 16 kwietnia 1947 roku w Akce.
- Elijjahu Bejt-Curi – złapany po zabójstwie Lorda Moyne w Kairze. Powieszony 23 marca 1945 w Kairze.
- Mosze Barzani – członek Lechi. Został aresztowany w Jerozolimie za posiadanie przy sobie broni. Skazany na powieszenie w 1947 roku, popełnił samobójstwo w celi przez rozerwanie się granatem razem z Me’irem Fejnsztejnem.
- Dow Gruner – członek Bejtaru i Irgunu. Po demobilizacji z brytyjskiej armii brał udział w operacjach Irgunu. W trakcie ataku na posterunek policji w Ramat Gan został ciężko ranny i schwytany przez Brytyjczyków. 16 kwietnia 1947 został powieszony.
- Jechi’el Drezner – członek Bejtaru i Irgunu. Złapany przez Brytyjczyków podczas powrotu z akcji. Powieszony 16 kwietnia 1947 jako Dow Rosenbaum, ponieważ w dniu schwytania posiadał przy sobie dokumenty na te dane.
- Ja’akow Wajs – członek Irgunu. Został przydzielony do oddziału osłaniającego atak na więzienie w Akce. Gdy zabrakło amunicji, został schwytany. Powieszony 29 lipca 1947 roku.
- Awszalom Chawiw – członek Palmachu, później Irgunu. Dowodził oddziałem osłaniającym atak na więzienie w Akce. Podobnie jak Wajs, został schwytany i powieszony.
- Elijjahu Chakim – członek Lechi. Wraz z Eljahu Bejt-Curim brał udział w zamordowaniu Lorda Moyne. Aresztowany przez Egipcjan i powieszony 23 marca 1945 roku w Kairze.
- Me’ir Nakar – członek Bejtaru i Irgunu. Podobnie jak Wajs i Chawiw brał udział w ataku na więzienie w Akce. Powieszony razem z towarzyszami broni 29 lipca 1947 roku.
- Me’ir Fejnsztejn – po demobilizacji z armii brytyjskiej wstąpił do Irgunu. Brał udział w ataku na stację kolejową w Jerozolimie. Podczas wybuchu został ranny i aresztowany. 21 kwietnia 1947 roku przed wykonaniem wyroku wraz z Barzanim popełnił samobójstwo przez rozerwanie się granatem w celi.
- Eli’ezer Kaszani – członek Irgunu. Złapany z Dreznerem i Alkachim po operacji. Powieszony 16 kwietnia 1947.